# Braham (Minnesota)
Braham è una città degli Stati Uniti d'America, situata in Minnesota, nella contea di Isanti e in parte nella contea di Kanabec.